# Sarah Thomas
Cet article concerne la joueuse de hockey sur gazon. Pour la nageuse, voir Sarah Thomas (nageuse). Pour l'officielle de football américain, voir Sarah Thomas (officielle, football américain).
Pour les articles homonymes, voir Thomas.
Sarah Thomas (née le 12 janvier 1981 à Aberdare) est une joueuse de hockey sur gazon britannique, membre de l'équipe de Grande-Bretagne de hockey sur gazon féminin. 

## Carrière
Sarah Thomas est sixième des Jeux olympiques d'été de 2008 à Pékin et médaillée de bronze aux Jeux olympiques d'été de 2012 à Londres.
Elle met un terme à sa carrière de joueuse en février 2013.